# Umbilicaria haplocarpa
Umbilicaria haplocarpa är en lavart som beskrevs av Nyl. Umbilicaria haplocarpa ingår i släktet Umbilicaria och familjen Umbilicariaceae.   Inga underarter finns listade i Catalogue of Life.